# Semenia
Semenia – u Indian Makiritarów stworzony przez Wanadiego wódz ptasiego ludu w postaci kolibra, który nauczył dawnych ludzi wycinania drzew i uprawy roli. Rozkazał ściąć drzewo Marahuaka, którego korzenie dały początek rzekom, zaś pień utworzył góry.